# Arlington (Iowa)
Arlington è una città degli Stati Uniti, situata nella Contea di Fayette, nello Stato dell'Iowa.

## Geografia fisica
Arlington è situata a 42°44′53″N 91°40′18″W (42.748095 -91.671545). La città ha una superficie di 2,7 km², interamente coperti da terra. Arlington è situata a 344 m s.l.m.

## Società

### Evoluzione demografica
Al censimento del 2000, Arlington contava 490 abitanti e 212 famiglie. La densità di popolazione era di 118,48 abitanti per chilometro quadrato. Le unità abitative erano 230, con una media di 85,18 per chilometro quadrato. La composizione razziale contava il 99,39% di bianchi, lo 0,41% di nativi americani e lo 0,20% di asiatici.
| Anno | Abitanti |
| ---- | -------- |
| 1880 | 417      |
| 1890 | 593      |
| 1900 | 863      |
| 1910 | 678      |
| 1920 | 729      |
| 1930 | 706      |
| 1940 | 675      |
| 1950 | 661      |
| 1960 | 614      |
| 1970 | 481      |
| 1980 | 498      |
| 1990 | 465      |
| 2000 | 490      |